# República de Cuba (1902-1959)
La República de Cuba desde 1902 a 1958 es denominada por el actual régimen cubano como «República Neocolonial», se refiere al primer Estado cubano que existió tras el fin de la ocupación estadounidense el 20 de mayo de 1902 hasta el triunfo de la Revolución cubana el 1 de enero de 1959, la cual instauró un Estado socialista vigente hasta hoy. La independencia de Cuba se vio condicionada por la Enmienda Platt en 1901. Aunque nominalmente el régimen de jure era el de una democracia representativa, la realidad era una fuerte inestabilidad política, y hubo gobiernos militares y golpes de Estado a lo largo de la historia prerrevolucionaria, y una fuerte influencia del gobierno estadounidense en el país.
Cuba durante este período fue considerada en diversas ocasiones como un Estado títere o una colonia de facto de los Estados Unidos. En 1934 se había firmado un tratado entre los gobiernos cubano y estadounidense que obligaba a Cuba a dar un trato preferencial a Estados Unidos en cuanto a su política económica, a cambio, Estados Unidos daría a Cuba el 22 % de la cuota del mercado del azúcar, lo cual fue modificado a 49 % en 1949.
En 1925 se ratificó el Tratado Hay-Quesada, y la Isla de Pinos (hoy Isla de la Juventud) pasó a la jurisdicción de Cuba. El 12 de agosto de 1933 fue derrocada la dictadura de Gerardo Machado por una huelga general y la pérdida del apoyo de las fuerzas armadas a su gobierno; Machado huyó ese día a Bahamas. El 4 de septiembre de 1933 un golpe de Estado dirigido por Fulgencio Batista derrocó el gobierno de Carlos Manuel de Céspedes y Quesada, hijo del Padre de la Patria. Desde entonces, y hasta 1958 (excepto casi 8 años de gobierno del Partido Auténtico) Batista dominaría la vida política del país. En 1934 fue derogada la Enmienda Platt. En 1940, tras una década de inestabilidad política, se promulgó la Constitución cubana de 1940, de corte semipresidencialista, que entró en vigor el 10 de octubre de ese mismo año. La Convención Constituyente estuvo integrada por 76 delegados representando a nueve partidos políticos. Con esta nueva Carta Magna, que recogía importantes reivindicaciones populares, se abrió un nuevo período de legalidad institucional, siendo ésta una de las Constituciones más avanzadas de su época.
El primer gobierno de esta etapa estuvo presidido por Fulgencio Batista, cuya candidatura había sido respaldada por una coalición de fuerzas en la que participaban los comunistas. Durante el gobierno de Batista, la situación económica experimentó una mejoría propiciada por el estallido de la Segunda Guerra Mundial, coyuntura que beneficiaría aún más al sucesor, Ramón Grau San Martín, quien resultó elegido en 1944 gracias al amplio respaldo popular que le granjearon las medidas nacionalistas y democráticas dictadas durante su anterior gobierno. Sin embargo ni Grau, ni Carlos Prío Socarrás (1948-1952) —ambos líderes del Partido Revolucionario Cubano Auténtico—, fueron capaces de aprovechar las favorables condiciones económicas de sus respectivos mandatos. Algunos militantes del Partido Auténtico, descontentos con la línea de los gobiernos auténticos, fundan en 1947 bajo la dirección de Eduardo Chibás el Partido del Pueblo Cubano (Ortodoxo) como desprendimiento del Partido Revolucionario Cubano (Auténtico). El Partido Ortodoxo prometió cumplir las promesas traicionadas por los auténticos, el carisma de Chibás fue decisivo en la aceptación del pueblo.
En 1952, Batista volvió a presentarse como candidato para las elecciones presidenciales previstas para ese año. Sin embargo, como las encuestas lo colocaban en el tercer lugar, el 10 de marzo perpetró un golpe de Estado que derrocó a Carlos Prío Socarrás e instauró una dictadura militar. De vuelta en el poder, Batista abolió la Constitución de 1940 y suspendió las libertades políticas, entre ellas el derecho de huelga. Se alió con los ricos terratenientes de la isla que poseían las más grandes plantaciones de caña de azúcar y presidió una economía estancada que amplió la brecha entre cubanos ricos y pobres. El gobierno cada vez más represivo de Batista comenzó a enriquecerse de manera sistemática explotando los intereses comerciales de Cuba y realizando lucrativos negocios con la mafia estadounidense, que controlaba los negocios de drogas, prostitución y juego de La Habana. En un intento por sofocar el creciente descontento de su pueblo, que se manifestó en numerosas ocasiones a través de huelgas y disturbios de estudiantes, Batista estrechó la censura sobre los medios de comunicación y recrudeció la represión de los comunistas a través de violencia indiscriminada, torturas y ejecuciones que costaron la vida a unas 20 000 personas, aunque esa cifra está comprobado que es falsa, y la cifra real oscila entre 1 583 a 1 816 víctimas mortales. Durante la década de 1950, el régimen de Batista recibió soporte financiero, logístico y militar de Estados Unidos.
Durante dos años, desde 1956 a 1958, el Movimiento 26 de Julio de ideología comunista, encabezado por Fidel Castro, lideró la resistencia contra la represión de Batista a través de una guerra de guerrillas urbanas y rurales que culminó en la derrota definitiva del régimen dictatorial a manos de los rebeldes dirigidos por Che Guevara en la batalla de Santa Clara, librada hasta el 31 de diciembre de 1958. El 1 de enero de 1959, Batista huyó de la isla, y el nuevo régimen socialista llegó oficialmente al poder, reemplazando el 7 de febrero la Constitución cubana de 1940 por una Ley Fundamental, que regiría al país provisionalmente. Aunque inicialmente Fidel Castro prometió el retorno a la Constitución de 1940 y el pronto llamado a elecciones, en 1976 una Constitución abiertamente socialista convertía a Cuba en un Estado de partido único dominado por el Partido Comunista de Cuba, acabando definitivamente con el régimen anterior.

## Antecedentes

### Independencia y ocupación estadounidense

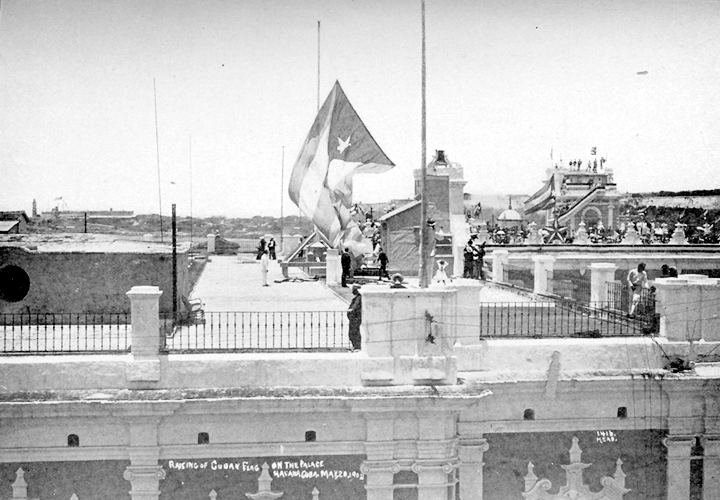
La bandera cubana siendo izada en el Palacio del Gobernador General el 20 de mayo de 1902.

El inicio de guerra de independencia cubana de 1895 fue seguido por un corto período de autogobierno cubano bajo el dominio español, hasta que en 1898 España perdió la guerra hispano-estadounidense y cedió sus posesiones del Caribe, Filipinas, y Guam a Estados Unidos mediante el Tratado de París y recibió 20 millones de dólares ($770.6 millones en 2025). El ejército estadounidense derrotó muy pronto al ejército español y no reconoció al gobierno de la República de Cuba en Armas, impidiendo incluso la entrada de las tropas cubanas a la ciudad de Santiago de Cuba. El país estaba arruinado totalmente, las ciudades y los campos estaban llenos de familias hambrientas por causa de la Reconcentración de Weyler, las fuentes de trabajo estaban muy disminuidas y algunos libertadores perdieron incluso las posesiones que tenían antes de la guerra. El 1 de enero de 1899 se iniciaba la primera ocupación de Cuba por los Estados Unidos, y el gobierno de ocupación decretaba órdenes militares. A diferencia de otras posesiones, como Filipinas (independiente en 1946), Puerto Rico, y Guam, que aún son posesiones de Estados Unidos, la presión cubana y el ideal de una Cuba independiente precipitó la independencia nominal del país el 20 de mayo de 1902, y el surgimiento de la República de Cuba.
Durante la ocupación estadounidense desde el 1 de enero de 1899 al 20 de mayo de 1902 el gobierno interventor hizo mejoras de beneficio popular en el país. Una Asamblea Constituyente cubana redactó y aprobó la Constitución de 1901 de carácter liberal-democrático. La Constitución de 1901 contenía las partes clásicas de toda constitución: la dogmática relativa a los derechos individuales que había conquistado y consagrado la Revolución francesa; la orgánica referente a la estructura, funciones y derechos de la organización estatal y la cláusula de reforma (Artículo 115). En esencia se estableció un régimen republicano y representativo, estructurado en la célebre división de poderes de Montesquieu. El legislativo (Congreso de Cuba) se componía de un Senado y una Cámara de Representantes (sistema bicameral), un poder judicial con una relativa independencia, haciendo a sus componentes inamovibles, pero dependientes del Ejecutivo y a veces también del legislativo en cuanto a sus nombramientos. Como parte de esta Constitución la Asamblea debía proveer y acordar con el gobierno de Estados Unidos lo referente a las relaciones que deberían existir entre ambos gobiernos. En medio de los trabajos de la Comisión cubana encargada de dictaminar sobre las futuras relaciones entre Cuba y Estados Unidos, el congreso estadounidense aprueba la Enmienda Platt, con la que el gobierno de Estados Unidos se otorgaba el derecho a intervenir en los asuntos internos de la isla cuando lo entendiera conveniente.
A pesar de la oposición de algunos delegados a la Asamblea Constituyente, la presión estadounidense, que colocaba a los cubanos ante la disyuntiva de tener una república independiente bajo los dictámenes de la Enmienda o continuar la ocupación, logró que esta quedara definitivamente aprobada por los cubanos el 12 de junio de 1901, y fue añadida a la Constitución creada el 21 de febrero de 1901.

### Gobierno de Tomás Estrada Palma y segunda ocupación
Aprobada la Enmienda Platt, el gobierno estadounidense procedió a descolonizar Cuba. El 20 de mayo de 1902 fue declarada oficialmente la República de Cuba siendo electo Tomás Estrada Palma, antiguo Presidente de la República de Cuba en Armas, como su primer presidente.
El prestigio de Estrada Palma dentro de los círculos revolucionarios lo convirtió en el candidato favorito entre amplios sectores de la población cubana. La desunión existente se acentúa al producirse el fracaso de la candidatura propuesta por Máximo Gómez, en la que Estrada Palma sería presidente y Bartolomé Masó, quien había sido el último Presidente de la República en Armas, sería vicepresidente. A este primer gobierno correspondería la tarea de formalizar los vínculos de dependencia con Estados Unidos. A tal efecto, se firmaron bajo esta administración el Tratado de Reciprocidad Comercial de 1902, mediante el cual productos cubanos eran beneficiados a su entrada en Estados Unidos con rebajas arancelarias del 20 % mientras que productos estadounidenses eran beneficiados a su entrada en Cuba con rebajas arancelarias del 20 al 40 %; el Tratado de arrendamiento de estaciones navales y carboneras (1903) en virtud del artículo 7 de la Enmienda Platt este concede a Estados Unidos el derecho de arrendar tierras para crear bases en Bahía Honda y Guantánamo.
El gobierno de Estrada Palma y los tratados con Estados Unidos tuvieron su principal oposición en el escritor Enrique Collazo el cual denuncia la corrupción político- administrativa y la miseria del pueblo bajo el gobierno de Estrada Palma, en Salvador Cisneros Betancourt quien calificó al gobierno de antidemocrático y en Manuel Sanguily que criticó el Tratado Reciprocidad de 1902, las inversiones y la compra de tierra de Estados Unidos a Cuba. El intento de reelección de Estrada Palma en 1906 provocó la sublevación del opositor Partido Liberal, desencadenando los acontecimientos que condujeron a la Guerrita de Agosto en 1906, por lo que el presidente Estrada Palma solicitó una nueva intervención estadounidense aplicándose el artículo 3 de la Enmienda Platt. Durante casi tres años, 1906-1909, la isla se mantuvo bajo la administración estadounidense con fachada de ocupación civil, manteniéndose los símbolos nacionales cubanos en los edificios públicos y bajo la administración del abogado Charles Edward Magoon. Los estadounidenses crean el Ejército Permanente cubano en 1908; desde 1901 había Guardia Rural, para no tener que volver a ocupar el país en un futuro.

## Historia independiente

### Primeros gobiernos

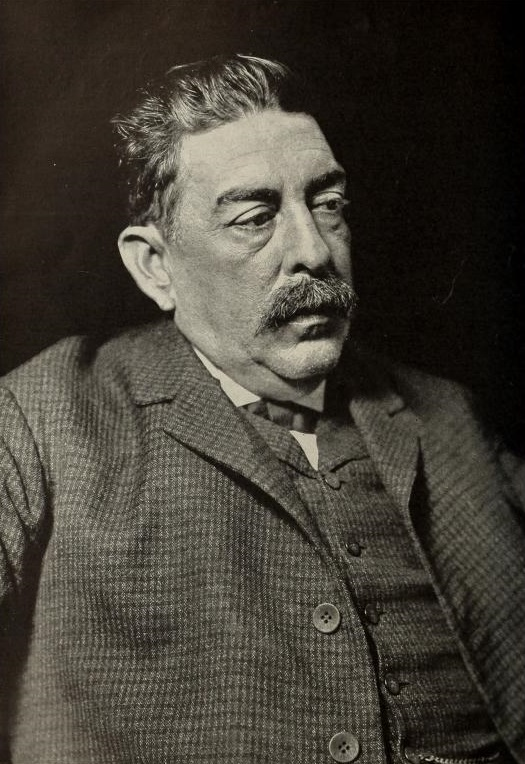
José Miguel Gómez, Presidente entre 1909 y 1913.

El 14 de noviembre de 1908, José Miguel Gómez, del Partido Liberal, triunfó en las elecciones presidenciales con el 60 % de los votos y, finalizada la ocupación estadounidense, asumió el 28 de enero de 1909 como Presidente de la República de Cuba para un mandato de cuatro años. Su gobierno trató de establecer la paz en el país, haciéndole frente a los veteranistas, un grupo decidido a impedir que antiguos combatientes de la guerra accedieran a cargos administrativos, y al levantamiento del Partido Independiente de Color que luchaban por la igualdad y el reconocimiento de los negros dentro de la nueva sociedad cubana, este movimiento culminó en el Levantamiento Armado de los Independientes de Color en el cual miles de cubanos de la raza negra se alzaron contra la discriminación social y el gobierno de José Miguel Gómez a través del Ejército cubano masacró de 3 000 a 5 000 rebeldes según diversas fuentes, reportándose solamente 12 bajas de parte del ejército. Su gobierno fue muy criticado por algunas concesiones de servicios públicos y de leyes muy discutidas en la época, como la autorización de las peleas de gallos y la lotería nacional, así como por escándalos de corrupción y favoritismo (problema que caracterizaría al país durante toda su historia republicana). A pesar de su corrupto gobierno, logró preservar el sistema democrático que gobernaría al país durante aproximadamente 20 años.
En 1913, tras las elecciones de 1912, Gómez fue sucedido por Mario García Menocal, del Partido Conservador, quien se hizo conocido por su fuerte apoyo de las empresas y corporaciones. Fue reelegido en 1916 para el período 1917-1921, aunque la elección fue impugnada por los liberales. En 1915 fue creado el Ejército Nacional por la unión de la Guardia Rural creada en 1901 y el Ejército Permanente formado en 1908. En quizás su acción más notable, García Menocal declaró la guerra al Imperio Alemán, el 7 de abril de 1917, entrando en la Primera Guerra Mundial un día después que Estados Unidos. Esto fue interpretado por muchos como un intento para lograr más apoyo de EE. UU. a su gobierno. En diciembre García Menocal también declaró la guerra al Imperio Austro-Húngaro.
En 1920, el candidato Alfredo Zayas, que había participado en las elecciones de 1916, logró derrotar a José Miguel Gómez. Zayas tomó el poder en 1921, pero encontró al país en bancarrota, con deudas de más de 40 millones de dólares y el precio del azúcar desmoronado de 23 a 3 centavos por libra. No se postuló a reelección, pero durante sus cuatro años de presidencia logró impulsar el derecho de la mujer, en particular su derecho al voto, hizo reformas en el campo de la educación y del seguro social. La corrupción durante su gobierno dio lugar a enfrentamientos con distintos sectores de la sociedad, siendo el más notorio la llamada "Protesta de los Trece". Logró en 1925 el regreso a la soberanía cubana de la Isla de Pinos (Isla de la Juventud, 2 200 km²), ocupada desde 1898 por los Estados Unidos. Obtuvo un préstamo de cincuenta millones de dólares de J. P. Morgan en vista de relanzar la economía devastada por su predecesor. Fue el primer presidente que permitió la libertad de prensa sin censura.

### Dictadura de Gerardo Machado

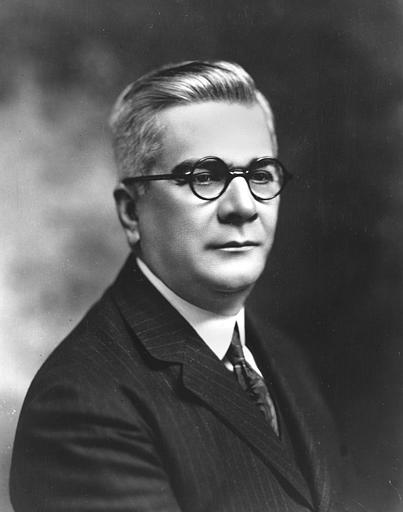
Elegido democráticamente en 1924 y reelegido en 1928, Gerardo Machado fue posteriormente el primer dictador de Cuba en su etapa republicana, antes de ser derrocado en 1933.

Tras casi quince años de régimen democrático, en 1925 asumió la presidencia el general Gerardo Machado, del Partido Liberal, con una gran popularidad. La consigna de su campaña era: "agua, caminos y escuelas". Durante su gobierno destacan la construcción del Capitolio de La Habana, la Carretera Central y diversos e importantes logros económicos.  El nuevo régimen intentó conciliar en su programa económico los intereses de los distintos sectores de la burguesía nacional y el capital estadounidense, ofreció garantías de estabilidad a las capas medias y nuevos empleos a las clases populares, todo ello combinado con una selectiva pero feroz represión contra adversarios políticos y movimientos opositores. Su programa económico se concentraba en la reducción de inversiones, la política de reducción de zafra (para estimular los precios deprimidos del azúcar en el mercado mundial), la reforma arancelaria, cuyo objetivo era elevar los aranceles a productos extranjeros que se podían producir en Cuba y que se compraban en Estados Unidos como el café, arroz, huevos, carnes y otros, y el famoso Plan de obras públicas, mediante el cual se intenta reducir el desempleo creando puestos de trabajo.
Bajo esta aureola de eficiencia administrativa, el gobierno intentó poner coto a las pugnas de los partidos tradicionales, asegurándoles el disfrute del presupuesto estatal mediante la fórmula del cooperativismo, en la cual Machado presiona para que todos los partidos apoyen su gobierno, al inicio lo logra en parte, pero después se va creando descontento en los partidos. Con ese consenso inicial que logró, Machado decidió reformar la Constitución de 1901 para perpetuarse en el poder por seis años (1929-1935). Machado gobernó con una política represiva, materializada en encarcelamientos, torturas, y asesinatos de opositores, por ejemplo, el asesinato de Alfredo López, Rafael Trejo, y se sospecha que fue culpable del asesinato de Julio Antonio Mella. Se ilegaliza la CNOC y se respira un ambiente de terror y de persecución del movimiento revolucionario. En este contexto se va conformando una crisis generalizada, aumentada por la Crisis económica mundial de 1929 a 1933 cuyos efectos en Cuba agravaron la situación existente, y aumentaron el descontento popular hacia el régimen. Casi todas las facciones de la sociedad se organizan para hacer frente a Machado, desde grupos de derecha como “Unión Nacionalista” dirigido por Carlos Mendieta, de centro como el Directorio Estudiantil Universitario, de izquierda como la CNOC, el Partido Comunista, el grupo Unión Revolucionaria de Antonio Guiteras y el Ala Izquierda estudiantil y hasta grupos de corte fascista como el ABC, que era un grupo celular armado y secreto.
El 20 de marzo de 1930 se realizó una huelga general en la que participaron doscientos mil obreros bajo la consigna “¡Abajo Machado!”. Rubén Martínez Villena fue su principal organizador como dirigente de la CNOC. Esta huelga se considera el inicio de esta revolución antimachadista junto con la Tángana estudiantil de septiembre de 1933 que consistió en un plan de estudiantes universitarios para promover un levantamiento popular contra Machado a través del desorden público. Estas acciones culminarán en agosto de 1933 con otra huelga general que había comenzado como huelga de los ómnibus de La Habana, pero de huelga económica y parcial se transforma en huelga política general, cuyo resultado será que el 12 de agosto de 1933 bajo la presión popular y la pérdida del apoyo del Ejército, Machado huyó del país en un avión hacia Bahamas. El gobierno fue asumido ese día por el general Alberto Herrera y Franchi, jefe del Ejército, y fue reemplazado por Carlos Manuel de Céspedes y Quesada el 13 de agosto de 1933.

### Inestabilidad en la década de 1930

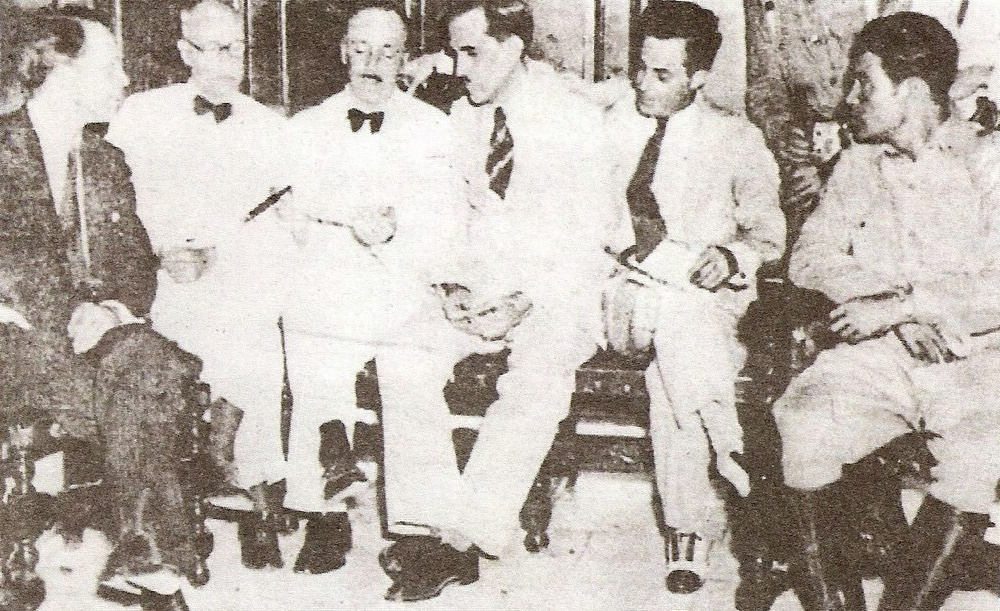
La pentarquía de 1933.

El 4 de septiembre de 1933 la Sublevación de los Sargentos dirigida por el sargento Fulgencio Batista derrocó al frágil gobierno de Céspedes. Un comité ejecutivo de cinco miembros (llamados posteriormente la Pentarquía de 1933) fue elegido para dirigir un gobierno provisional desde el 5 de septiembre de 1933. La pentarquía fue terminada el 10 de septiembre por decisión de una organización integrada por estudiantes  y militares, y Ramón Grau San Martín fue entonces designado como presidente. Este gobierno fue llamado "Gobierno de los Cien Días", encabezado por Grau como Presidente y Antonio Guiteras Holmes como secretario de Gobernación, critica y se opone a la Enmienda Platt y toma medidas de marcado carácter popular (aplicación de la jornada laboral de 8 horas, reparto de tierras a los campesinos, legalización de los sindicatos, otorgamiento de la autonomía universitaria, rebaja de la tarifa eléctrica, intervención de la compañía eléctrica estadounidense, etc.) Grau renunció el 15 de enero de 1934, después de lo cual Batista dominó la política cubana durante los próximos 10 años, en un primer momento a través de una serie de presidentes títeres. El periodo 1933-1937 fue una época de "guerra social y política prácticamente incesante". Tras la destitución por el Senado cubano del presidente Miguel Mariano Gómez en 1936, su vicepresidente, Federico Laredo Bru, lo sucedió en el cargo hasta 1940, mientras se redactaba una nueva constitución que entraría en vigor antes de finalizar su mandato.

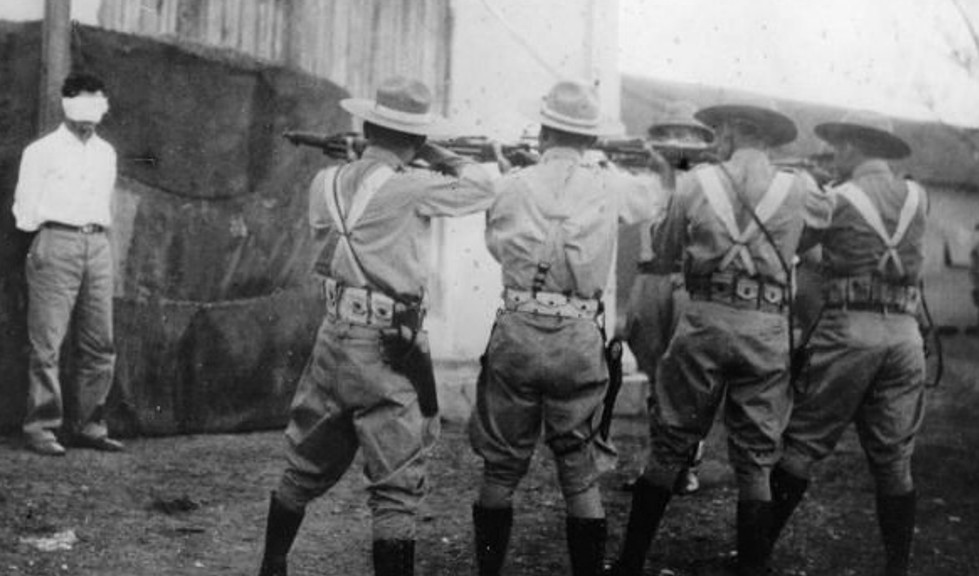
Soldados de Fulgencio Batista ejecutan a José Castillo Puentes, acusado de asesinar al teniente Juan Álvarez en 1935.

### Constitución de 1940

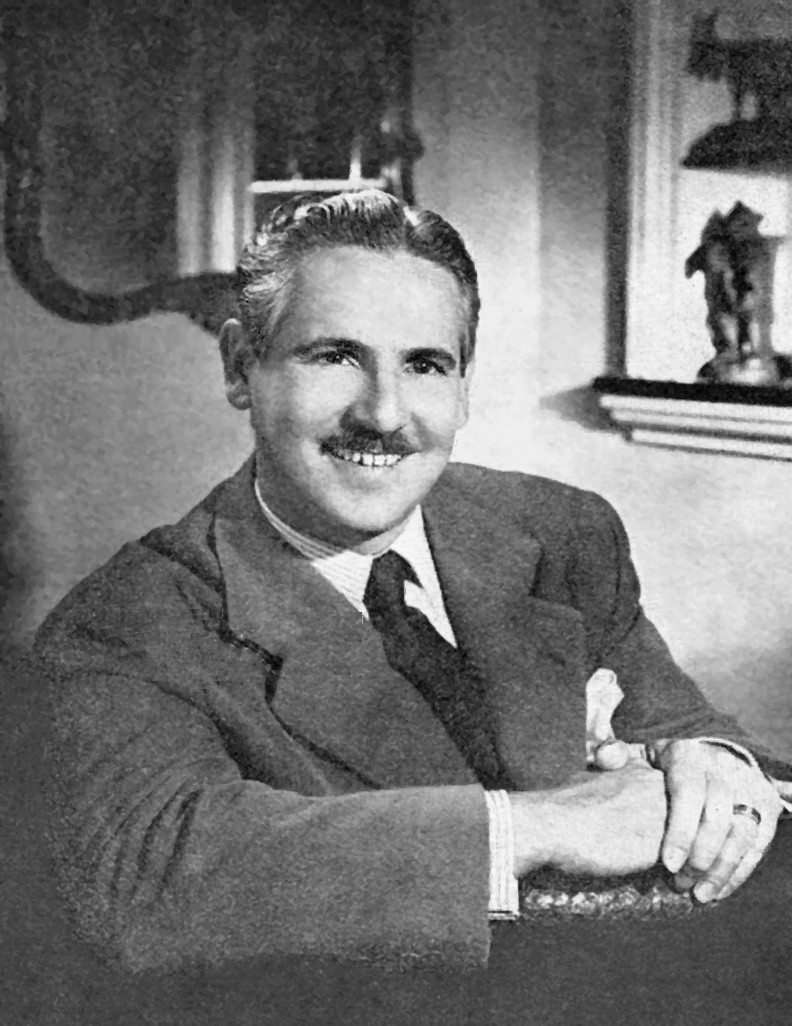
Carlos Prío Socarrás sería último presidente de Cuba elegido democráticamente, y el primer mandatario cubano en haber nacido después de la independencia de Cuba.

En 1939 se convocó a una Asamblea Constituyente compuesta por 76 delegados de los partidos políticos principales que tuvo a Ramón Grau San Martín del Partido Auténtico como su presidente. Luego de que este renunciara el cargo, Carlos Márquez Sterling del Partido Acción Republicana lo remplazaría como presidente. El 10 de octubre de 1940 entró en vigor la Constitución cubana de 1940. La Constitución de 1940 puso de relieve las inspiraciones de la constitución de la República Española de 1931 y constaba de 286 artículos, agrupados en 19 títulos; introducía innovaciones en relación con las constituciones anteriores al convertir en constitucionales instituciones que con anterioridad eran refrendadas solo por leyes ordinarias como lo fue en el caso de la familia consagrando la igualdad entre los esposos, la institución del divorcio, la dependencia y obligación de los padres en cuanto a los deberes de asistencia y educación de los hijos, los que en adelante mantendrían igual condición ya sean naturales o legítimos. Otra institución introducida en este texto constitucional resultó ser la del trabajo. En el derecho al trabajo se establece un mínimo de salario, se regula el seguro social, la jornada máxima diaria, el descanso retribuido y la protección de la maternidad obrera. Era una de las constituciones más avanzadas de su tiempo, de haberse aplicado rigurosamente.
El primer Presidente de la nueva constitución fue Fulgencio Batista. Durante su primer mandato (1940-1944), Batista cooperó en la Segunda Guerra Mundial con los aliados y declaró la guerra al Imperio japonés, Alemania e Italia, incluso se refirió al régimen de Francisco Franco en España como un gobierno fascista, recomendando a las Organización de las Naciones Unidas y a los demás países latinoamericanos declararle también la guerra, sin éxito. En 1944 se convocaron nuevas elecciones y fue elegido presidente Ramón Grau San Martín (1944-1948). La industria azucarera se vio duramente afectada a raíz del deterioro de las relaciones entre Cuba y Estados Unidos durante el año 1939, aunque el nuevo tratado firmado el 27 de diciembre de 1939 mejoró la situación, al restablecer el sistema de cuotas para esta industria.
Durante el gobierno de Batista, la situación económica experimento una mejoría propiciada por el estallido de la Segunda Guerra Mundial, coyuntura que beneficiaría aún más al sucesor, Ramón Grau San Martín, quien resultó elegido en 1944 gracias al amplio respaldo popular que le granjearon las medidas nacionalistas y democráticas dictadas durante su anterior gobierno. Sin embargo ni Grau, ni Carlos Prío Socarrás (1948-1952) —ambos líderes del Partido Auténtico—, fueron capaces de aprovechar las favorables condiciones económicas de sus respectivos mandatos. Ambos gobiernos se caracterizaron por la corrupción, pandillerismo con su estela de muerte, y la represión política contra los comunistas. Algunos militantes del Partido Auténtico, descontentos con la línea de los gobiernos auténticos, fundan en 1947 bajo la dirección de Eduardo Chibás el Partido del Pueblo Cubano (Ortodoxo) como desprendimiento del Partido Revolucionario Cubano (Auténtico), recibiendo amplio apoyo popular.
Carlos Prío Socarrás, llamado El Presidente cordial, estaba comprometido con un régimen marcado por el civismo, principalmente en su respeto a la libertad de expresión. Varios proyectos de obras públicas y el establecimiento de un Banco Nacional y el Tribunal de Cuentas están entre sus logros. Sin embargo, la violencia entre facciones políticas y los informes de robo y de enriquecimiento personal en las filas del gobierno empañaron el período de Prío. El gobierno de Prío cada vez más llegó a ser percibido por el público como ineficaz frente a la violencia y la corrupción, tanto como la administración de Grau antes.

### Golpe de Batista

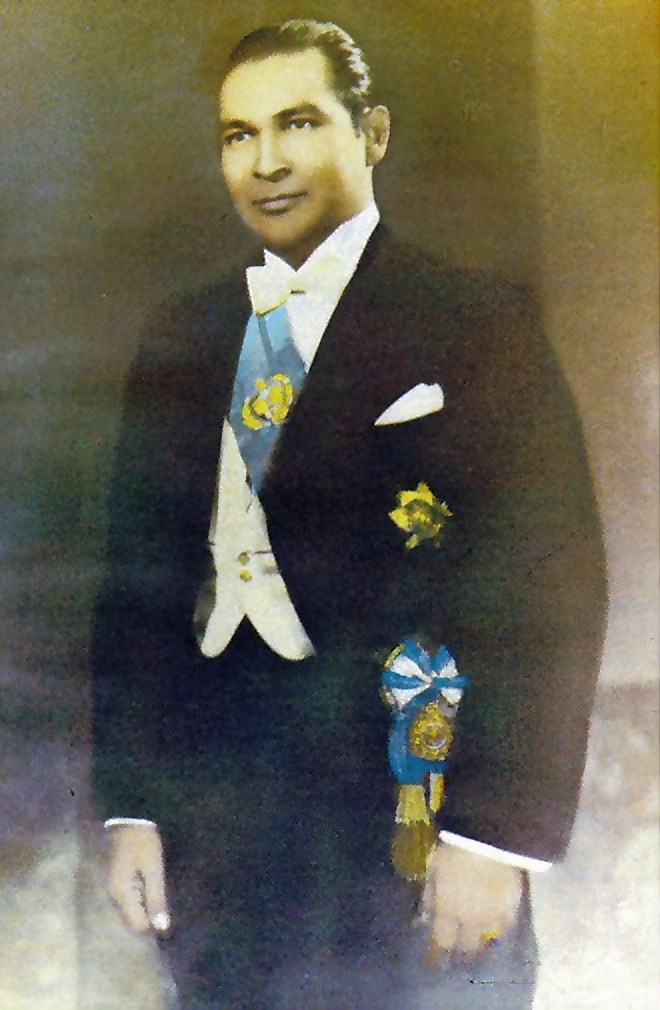
El dictador Fulgencio Batista, sería derrocado por la Revolución Cubana en 1959.

Tras casi ocho años de un gobierno constitucional bajo las presidencias de Ramón Grau San Martín y Carlos Prío Socarrás, Batista era uno de los candidatos en las elecciones de 1952. No obstante, algunas de las encuestas le situaban en tercer lugar, detrás de Roberto Agramonte del Partido Ortodoxo y Carlos Hevia del Partido Auténtico. Debido a esto, el 10 de marzo de 1952, a escasos 3 meses de las elecciones presidenciales, dio de nuevo un golpe de Estado, alegando una serie de razones poco justificables, valiéndose de su liderazgo dentro de las Fuerzas Armadas y estando respaldado por ciertos sectores políticos del país. Batista depuso a Carlos Prío Socarrás, el presidente saliente, canceló las elecciones y se impuso como "Presidente Provisional". El proceso del golpe de Estado trajo escaso derramamiento de sangre (4 militares muertos), pero atrajo la atención y la preocupación de la población, que al inicio lo aceptó.
Con el fin de legitimar su dictadura, Batista organizó unas elecciones el 1 de noviembre de 1954, con él mismo como candidato de una coalición entre el Partido de Acción Progresista, el Partido de la Unión Radical y el Partido Liberal. La oposición se dividió, por su parte, en abstencionistas y electoralistas. Los abstencionistas estaban a favor de boicotear las elecciones, independientemente de las circunstancias en las que estas se llevaran a cabo, mientras que los electoralistas buscaban ciertos derechos y garantías para poder participar. Batista hizo uso del chantaje, la intimidación y el fraude para ganar las elecciones a cualquier costo, lo que provocó que prácticamente todos los partidos políticos del país retiraran sus candidaturas y se unieran al boicot abstencionista. El expresidente Ramón Grau San Martín realizó una breve campaña política, pero se retiró pocos días antes de las elecciones, acusando a Batista de fraude y advirtiendo que sus partidarios habían sido presionados y aterrorizados. Batista fue elegido entonces con el 45,6 % de los votos emitidos, con una participación del 52,6 %.
Al tomar el poder, Batista había heredado un país relativamente próspero para América Latina. Aunque un tercio de la población vivía bajo el umbral de la pobreza, Cuba era uno de los países más desarrollados de la región. En la década de 1950, el PIB de Cuba per cápita era aproximadamente igual al de Italia (según las cifras del gobierno de Batista), aunque seguía siendo un sexto que el de los Estados Unidos. Por otra parte, el gobierno de Batista respetó los derechos de la industria estadounidense y el comercio cubano, los salarios de los trabajadores industriales cubanos aumentaron significativamente. De acuerdo con la Organización Internacional del Trabajo, en 1958 Cuba tenía el octavo salario industrial más alto. Sin embargo, la corrupción era gigantesca, y a pesar de una serie de indicadores positivos, en 1953, durante los primeros meses de la dictadura, la familia cubana promedio solo tenía un ingreso de $6.00 a la semana, del 15 % al 20 % de la población activa eran desocupados crónicos, y solo un tercio de los hogares contaba con agua corriente.

## Revolución Cubana: 1953 - 1959

### Primeras disidencias

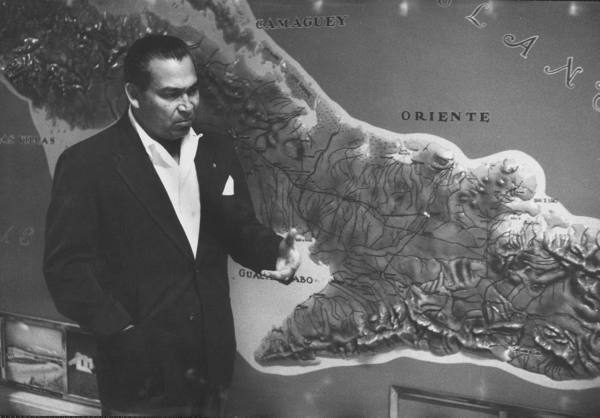
Batista en 1957 ante un mapa de la Sierra Maestra, donde se encontraba la guerrilla de Fidel Castro.

En abril de 1953 el gobierno de Batista apresó a un grupo de conspiradores dirigidos por Rafael García Bárcena que iban a dar un golpe de Estado (Conspiración del Domingo de Resurrección); Bárcena fue condenado a 2 años de prisión, pero estuvo solo uno porque Batista lo indultó en 1954. El 26 de julio de 1953 un grupo de 148 revolucionarios (eran 160, 12 desertaron) asaltó el Cuartel Moncada, en Santiago de Cuba, y el cuartel de la ciudad de Bayamo. Las fuerzas gubernamentales derrotaron fácilmente a los asaltantes, mataron 61 y encarcelaron a 32, mientras que otros participantes huyeron del país. El principal líder del ataque, Fidel Castro, era un joven abogado, que hubiera sido candidato a representante por el Partido Ortodoxo en las elecciones generales del 1 de junio de 1952 de no haber sido estas canceladas por el golpe de Estado. Aunque Castro no había sido aún nominado oficialmente, sentía que el golpe de Batista había desviado lo que parecía ser una carrera política prometedora para él. A raíz del asalto al Cuartel Moncada y al cuartel de Bayamo, Batista suspendió las garantías constitucionales y desde entonces hasta el final de su gobierno la policía se encargó de mantener a la población asustada y reprimida.
A finales de 1955, las revueltas estudiantiles y manifestaciones anti-Batista se habían vuelto frecuentes, y el desempleo se convirtió en un auténtico problema, ya que los recién graduados en edad de trabajar no podían conseguir un empleo estable. Todos estos problemas fueron tratados mediante el aumento de la represión, donde prácticamente todos los jóvenes fueron vistos como sospechosos revolucionarios. Debido a su constante oposición al dictador y la gran actividad revolucionaria que tenía lugar en el campus, la Universidad de La Habana fue cerrada temporalmente el 26 de noviembre de 1956, y no volvería a abrirse hasta el 11 de mayo de 1959, en el gobierno de Fidel Castro. El 13 de marzo de 1957, el líder estudiantil José Antonio Echeverría fue matado por la policía frente a Radio Reloj en La Habana cuando Echeverría le disparó a un auto policíaco, después de anunciar que Batista había muerto en un ataque al Palacio Presidencial. En realidad, Batista había huido durante tal ataque, y el grupo de miembros del Partido Auténtico y del Directorio Revolucionario 13 de marzo que participaron en el ataque, fueron asesinados por los militares y la policía, con pocas excepciones. Castro condenó el ataque ya que el Movimiento 26 de Julio no había participado en él.

### Intento de golpe de Estado y debilidad del ejército
En abril de 1956, Batista hizo volver de Estados Unidos al militar Ramón Barquín para llevar a cabo una evaluación de las capacidades militares de la República Dominicana para atacar a Cuba. En ese momento, tanto Batista y el presidente dominicano Rafael Trujillo enfrentaban serias crisis políticas. Barquín era muy popular entre el pueblo cubano y Batista esperaba que, relacionándose con él recuperaría algo de apoyo. Sin embargo, Barquín estaba organizando un golpe de Estado para 1956 en la llamada Conspiración de los Puros. En abril de 1956, Barquín y muchos oficiales conspiradores fueron apresados antes del cuartelazo. La conspiración fracasó por la traición del teniente Ríos Morejón, un conspirador que delató el plan con Batista. Barquín fue condenado a 8 años de cárcel y otros oficiales a condenas menores a cumplirse en el Presidio Modelo, en Isla de Pinos. Muchos otros militares complotados no fueron descubiertos y permanecieron sin sanciones en el ejército.
La purga del ejército cubano posterior a la intentona golpista debilitó considerablemente a las fuerzas armadas en lo que respecta a luchar contra las guerrillas de Castro. La policía de Batista respondió al creciente malestar popular torturando y matando a los sospechosos. Sin embargo, la dictadura no fue capaz de derrotar a la guerrilla en la Sierra Maestra, Escambray y otros sitios. Otra probable explicación por la cual Batista no intentó de manera directa y rápida acabar con la rebelión de Castro, dada por Carlos Alberto Montaner, es que utilizando la imagen de los guerrilleros podía fácilmente robar parte de los gastos utilizados por el Estado para financiar la defensa del país. El gobierno dictatorial se hacía cada vez más impopular entre la oprimida población, y la Unión Soviética comenzó a apoyar en secreto la guerrilla de Castro. Varios generales de las fuerzas armadas de Cuba estaban molestos con Batista, porque su incompetencia militar y la interferencia en la planificación militar debilitó y obstaculizó al ejército en la lucha contra las guerrillas.

### Últimas elecciones fraudulentas
El 3 de noviembre de 1958 se llevaron a cabo nuevas elecciones, con la férrea oposición de Fidel Castro y su guerrilla. Las elecciones estaban previstas para junio, como lo exigía la constitución pero se retrasaron por las actividades de la guerrilla. A diferencia de 1954, Ramón Grau San Martín no retiró su postulación a la presidencia por el Partido Auténtico. también retiró su candidatura. Resultó ganador Andrés Rivero Agüero, candidato afín a Batista, debido al fraude en la elección orquestado por Batista, según testimonio dado en el exilio por altos funcionarios de su gobierno (ej. Francisco Tabernilla Palmero en 2009), y era de conocimiento del gobierno estadounidense, que dijo a Batista que no iba a reconocer a Rivero Agüero como presidente. Sin ese fraude debió salir electo presidente el opositor Carlos Márquez Sterling, por el Partido del Pueblo Cubano. Andrés Rivero Agüero no ejerció como presidente por el triunfo de la Revolución cubana; debía comenzar su presidencia el 24 de febrero de 1959.

### Colapso de la dictadura de Batista y caída de la república

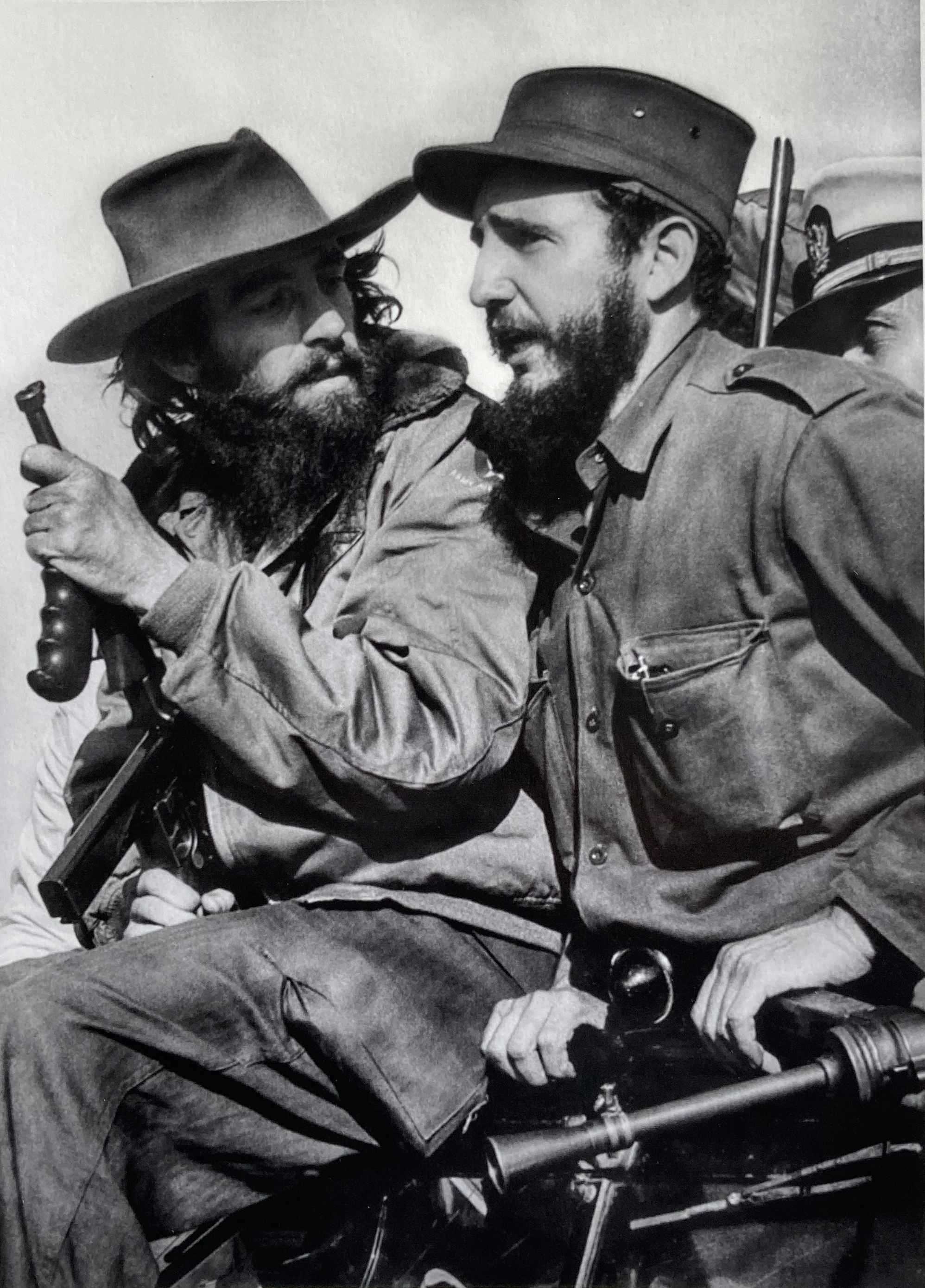
Fidel Castro el 8 de enero de 1959. Tras haber derrocado a Batista, Castro convirtió a Cuba en un estado socialista y gobernó la isla por los próximos 49 años.

Para fines de diciembre de 1958 la debacle de la dictadura de Batista aparecía como inevitable. El gobierno estadounidense habían apoyado  a Batista otorgándole aviones, barcos y armas de última tecnología como el napalm, sin embargo en marzo de 1958 anunciaron que dejarían de vender armas al gobierno cubano.  A finales del año impusieron incluso un embargo de armas, lo cual marcó el destino del frágil gobierno . Para diciembre, los únicos que apoyaban a Batista eran los propietarios de tierras y empresarios cubanos que se habían beneficiado económicamente de su dictadura.
El 28 de diciembre las milicias comandadas por el Che Guevara iniciaron el decisivo ataque contra la ciudad de Santa Clara, llave del centro de la isla y último reducto antes de La Habana. El 31 de diciembre, cuando las tropas rebeldes tomaron el tren blindado que el gobierno había enviado para fortificar la ciudad, Batista decidió huir hacia Santo Domingo, República Dominicana, en un avión a las 3:40 de la madrugada del 1 de enero de 1959, junto con el presidente electo Andrés Rivero Agüero y otros, quedando el país virtualmente acéfalo y a cargo del general Eulogio Cantillo. A la mañana siguiente, las tropas del Segundo Frente Nacional del Escambray comandadas por Eloy Gutiérrez Menoyo entraron a La Habana. Al día siguiente llegaron las tropas del Movimiento 26 de Julio comandadas por Camilo Cienfuegos y el Che Guevara, tomando sin resistencia el regimiento del Campamento Militar de Columbia y la Fortaleza de San Carlos de la Cabaña, respectivamente. Al entrar a Columbia, Cienfuegos excluyó del mando al coronel Barquín, jefe del campamento en ese momento, y detuvo al general Cantillo. Poco después las tropas del Directorio Revolucionario, al mando de Faure Chomón, ocuparon el Palacio Presidencial, lo cual originó una crisis entre las fuerzas revolucionarias. Simultáneamente, el mismo 1 de enero, Fidel Castro llegó a Santiago de Cuba, declarándola capital provisional de Cuba y proclamando al magistrado Manuel Urrutia Lleó como presidente de la nación. Por el momento, el gobierno de Estados Unidos reconoció al gobierno revolucionario como legítimo, poniendo fin, tanto de jure como de facto a la dictadura de Fulgencio Batista.
El 7 de febrero de 1959 fue aprobada la Ley Fundamental, que derogaba la Constitución de 1940 y ponía a Cuba bajo un gobierno provisional unipartidista del Partido Comunista. Finalmente, en 1976, cualquier idea de recuperar el régimen democrático fue eliminada con la aprobación de una nueva Constitución, que convertía al país en un estado socialista.

## Gobierno y política
La primera constitución de Cuba, adoptada en 1901, entró en vigor con la independencia del país el 20 de mayo de 1902. A pesar de haber estado lista desde febrero del año anterior, los Estados Unidos detuvieron su ratificación mientras se preparaba la Enmienda Platt que limitaría la soberanía del país. La primera constitución garantizaba una democracia representativa con una división de poderes, un Poder Legislativo bicameral compuesto por el Senado y la Cámara de Representantes, un Poder Ejecutivo presidencialista en el que le Presidente tenía amplios poderes, similar a la Constitución de los Estados Unidos, y un Poder Judicial relativamente independiente, pero bastante sometido al Poder Ejecutivo en la práctica. La constitución no fue sometida a referéndum, y la Convención Constituyente se limitó a iniciar los preparativos para realizar elecciones según la constitución recién redactada.
Tras la inestabilidad política en la década de 1930, durante la presidencia de Federico Laredo Bru se convocó a elecciones para una Asamblea Constituyente, la cual redactaría una nueva Carta Magna que recortaba los poderes del Presidente y establecía la figura del primer ministro, convirtiendo a Cuba en una república semipresidencialista. Durante sus primeros meses, la Asamblea Constituyente tuvo a Ramón Grau San Martín del Partido Auténtico como su presidente. Luego de que éste renunciara el cargo, Carlos Márquez Sterling del Partido Acción Republicana lo remplazaría como el presidente. El 10 de octubre de 1940 entró en vigor la Constitución cubana de 1940.
Otra institución introducida en este texto constitucional resultó ser la del trabajo. En el derecho al trabajo se establece un mínimo de salario, se regula el seguro social, la jornada máxima diaria, el descanso retribuido y la protección de la maternidad obrera. En general, el objetivo principal de la constitución era fijar un carácter nacionalista definido, establecer un sistema democrático más amplio y participativo, establecer los recientemente declarados derechos humanos como prioridad y acabar con la corrupción. Al momento de su entrada en vigor, la Constitución de 1940 era una de las más avanzadas del mundo en materia de democracia y derechos civiles. Tras el golpe de Fulgencio Batista, la Constitución de 1940 fue suspendida hasta las elecciones de 1954. Sin embargo, en la práctica el régimen de había vuelto presidencial, autoritario, fraudulento y militarista. Uno de los principales objetivos iniciales del Movimiento 26 de Julio era recuperar la Constitución de 1940. Después del triunfo de la Revolución cubana el 1 de enero de 1959, el gobierno del presidente designado Manuel Urrutia Lleó se basó en la Constitución de 1940 para diseñar la Ley Fundamental de 1959, que daba prácticamente todo el poder al primer ministro (Fidel Castro) y convertía al presidente únicamente en jefe de Estado, además de eliminar el multipartidismo.

## Economía y servicios
La economía cubana siempre estuvo muy ligada a la producción de azúcar de caña (industria azucarera) hasta mucho después de 1959, que constituía el principal producto exportado y principal fuente de ingresos del país. Después de 1902 el panorama no cambió mucho y Cuba seguía dependiendo del azúcar, su economía estaba muy ligada a su precio en el mercado internacional porque casi todo el azúcar que se producía estaba destinada al mercado exterior, especialmente a los Estados Unidos.
Entre 1920 y 1933 las exportaciones e importaciones del país se redujeron notablemente por la disminución de los ingresos económicos, debido a bajos precios del azúcar en el mercado mundial. Ocurren varios hechos para que tengan semejante bajada en poco más de 10 años: en 1920 los EE. UU., que había estado comprando enormes cantidades durante la Primera Guerra Mundial deja de necesitar tanto azúcar, y a partir de 1925 Estados Unidos empieza a producir azúcar de remolacha cultivada en su propio territorio que poco a poco va sustituyendo al azúcar de Cuba. Para terminar de hundir las exportaciones y la economía, en 1929 se produjo el Crac del 29 y el inicio de la Gran Depresión.
Al bajar la demanda de azúcar el precio comenzó a bajar y la economía cubana empezó a perder ventaja en términos de intercambio: ahora necesitaba vender más toneladas de azúcar para poder importar del extranjero la misma cantidad de otro producto que antes, es decir: si en 1900 tenía que vender una tonelada de azúcar por cada auto que compraba en el extranjero, en 1950 tenía que vender dos toneladas para poder comprar uno. Tras el golpe de Estado de Batista en 1952, su dictadura violenta y corrupta aumentó la brecha entre los ricos y los pobres. Batista y los altos jefes militares se enriquecieron de manera sistemática explotando los intereses comerciales de Cuba y realizando lucrativos negocios con la mafia estadounidense, que controlaba los negocios de drogas, prostitución y juego de La Habana.  A pesar de todo eso, Cuba tuvo un notable progreso desde 1902 a 1958. En 1958 había 161 centrales azucareros, 121 eran propiedad de cubanos, 36 eran de estadounidenses, 3 de españoles y 1 de franceses, pero en décadas previas la mayor parte era propiedad de estadounidenses. La producción de azúcar en los años de 1954-1958 estuvo alrededor de 5.1 millones de toneladas métricas anuales. En 1958, Cuba era uno de los 5 países más avanzados de América Latina y ocupaba el tercer lugar en ingreso anual per cápita en esa región. El PIB del país en 1958 a precios corrientes fue $2 803 millones (el peso cubano era equivalente al dólar estadounidense). Cuba era uno de los principales productores de níquel, cobalto, y manganeso del mundo, y productora del mejor tabaco del orbe. Ese año el país tuvo un índice de mortalidad general (5.8/1000), mejor que el de EE. UU., el índice de analfabetismo era 24% de la población (cifra buena para la época), y los servicios de salud estaban entre los mejores de América, pero concentrados en las ciudades. En 1958 había un médico por cada 1000 habitantes y la mortalidad infantil en menores de un año fue 37/1000 nacidos vivos, siendo esas cifras de las mejores de América. Cuba fue en octubre de 1950 el tercer país de Iberoamérica en tener un servicio regular de televisión, y en 1958 el segundo país del mundo en tener televisión a color. Sin embargo, una gran parte de la población, sobre todo rural, era pobre.